# IC 2155
IC 2155 је ознака објекта на координатама са ректансцензијом 6h 0m 49,0s и деклинацијом - 34° 0" 50'. Открио га је Делајл Стјуарт, 1900. године. Каснијим посматрањима на том положају није уочен никакав астрономски објекат.